# ヘスス・ナバス
ヘスス・ナバス・ゴンサレス（Jesús Navas González, 1985年11月21日 - ）は、スペイン・アンダルシア州ロス・パラシオス・イ・ビジャフランカ出身の元サッカー選手。現役時代のポジションはディフェンダー。元スペイン代表。
右サイドバックを務めることが多かったが、右サイドならどこでもプレー可能で、右サイドからのドリブルと正確無比なクロスを武器に活躍した。3歳年上の兄マルコ・ナバスもサッカー選手である。

## クラブ経歴

### セビージャ
2002-03シーズンに16歳でセビージャ・アトレティコへ加わったナバスは、翌シーズンに同チームで好結果を残しトップチームでデビューした。2004-05シーズンにはリーガ・エスパニョーラで23試合に出場、2得点を挙げた。
2005-06シーズンはセビージャの初のUEFAカップ獲得やリーガでの好成績に貢献した。

### マンチェスター・シティ
2013年6月3日、マンチェスター・シティFCへの移籍が発表された。2013-14シーズン、11月24日にトッテナム戦では開始14秒で移籍後初得点を決めると、その後2点目も決めた。このシーズン、リーグ制覇に貢献、同シーズンのフットボールリーグカップ決勝、サンダーランドとの対戦では1得点を挙げて優勝を果たした。2015-16シーズン、決勝でリヴァプールを破ってフットボールリーグカップ優勝。
2016-17シーズンはグアルディオラ監督によって右サイドバックとしても起用されることもあったが、出場機会が減少、シーズン終了後、契約満了により退団。

### セビージャ復帰
2017年8月1日、古巣セビージャFCへの復帰が発表された。
2020年1月3日、ビルバオ戦でセビージャの選手として初めて通算500試合出場を達成した。DFながらリーグ戦で7アシストを決める活躍を見せるなど、チームの好成績に貢献、UEFAが選出した、ラ・リーガベストイレブンに選出された。UEFAヨーロッパリーグ決勝のインテル戦ではクロスでデ・ヨングのゴールをアシストして優勝に貢献した。2021-22シーズン、リーグ7節のエスパニョール戦でリーグ戦におけるキャリア通算100アシストを決めた。
2022-23シーズン、UEFAヨーロッパリーグ決勝、ASローマ戦ではクロスから相手のオウンゴールを誘発するなど優勝に貢献、大会最優秀選手に選ばれた。2023-24シーズン、2024-25シーズンの12月31日をもって引退、引退後はフロント入りの予定であると発表された。引退の理由については、腰痛で「試合にフル出場すれば2〜3日は歩けなくなる」としている。2024-25シーズン、9月15日、第5節のヘタフェ戦では決勝ゴールを記録したが、結果としてこのゴールが現役最後のゴールとなった。12月22日の第18節、アウェーでのレアル・マドリード戦に後半から出場して現役最後の出場を果たした。試合後にはレアル・マドリードのファンたちからもスタンディングオベーションやナバスコールを受けた。

## 代表経歴
A代表には2009年11月に初招集され、11月14日のアルゼンチン戦で代表デビューを飾った。2010年5月20日、ワールドカップ南アフリカ大会に出場するスペイン代表メンバーに選出された。6月3日の親善試合・韓国戦で代表初ゴールとなる決勝点を挙げた。ワールドカップではグループリーグ初戦のアルゼンチン戦に僅かな時間出場、第2戦のホンジュラスとの対戦では先発起用されるも、その後は出場機会が無かったが、決勝のオランダ戦では60分から出場して優勝を果たした。
UEFA EURO 2012に臨むスペイン代表にも選出。グループリーグ第3戦のクロアチア戦では途中出場すると終了間際に決勝点を挙げ、スペインのグループリーグ首位通過に貢献するなど、3試合に出場して優勝を果たした。
2014年ワールドカップブラジル大会では代表候補者の一人に名を連ねたが、最終メンバーから漏れ、2020ユーロ予選のノルウェー、マルタ戦に向けたメンバーにその時以来となる約6年振りの招集を受け、出場した。
2023年6月、UEFAネーションズリーグファイナルズを戦う代表チームに2020年11月以来の復帰を果たし、決勝のクロアチア戦でも先発から97分までプレー、チームはPK戦の末に優勝を果たした。同年、10月12日、EURO2024予選のスコットランド戦では途中出場し、クロスでアルバロ・モラタの決勝点をアシスト、37歳325日でアシストを記録したこととなり、スペイン代表での最年長アシスト記録となった。
2024年、UEFA EURO 2024、グループリーグ最終節のアルバニアとの対戦に先発起用されキャプテンとして出場、38歳216日での主要大会における出場はサンティアゴ・カニサレスを抜いてスペイン代表の最年長記録となった。準決勝のフランス戦ではカルバハルの出場停止により先発起用され、ダニ・オルモの決勝点に繋がるクロスを送った。決勝を控える中、決勝戦の終了後にスペイン代表から引退することを表明した。決勝では起用されなかったが、チームはイングランドを下して優勝を果たした。

## 精神的な問題
2005年のワールドユースの合宿では、強い不安感に襲われるなどの症状が見られたため途中で静養するようセビージャに帰されたり、その1ヶ月後のクラブチームの合宿で家族や恋人に会いたくなり合宿所から逃げ出したということがあった。

## 個人成績
| クラブ                 | シーズン | リーグ | リーグ | カップ | カップ | リーグカップ | リーグカップ | UEFA | UEFA | その他 | その他 | 通算 | 通算 |
| クラブ                 | シーズン | 出場   | 得点   | 出場   | 得点   | 出場         | 得点         | 出場 | 得点 | 出場   | 得点   | 出場 | 得点 |
| ---------------------- | -------- | ------ | ------ | ------ | ------ | ------------ | ------------ | ---- | ---- | ------ | ------ | ---- | ---- |
| セビージャ             | 2003-04  | 5      | 0      | 0      | 0      | -            | -            | -    | -    | -      | -      | 5    | 0    |
| セビージャ             | 2004-05  | 23     | 2      | 2      | 1      | -            | -            | 5    | 0    | -      | -      | 30   | 3    |
| セビージャ             | 2005-06  | 34     | 2      | 2      | 0      | -            | -            | 12   | 0    | -      | -      | 48   | 2    |
| セビージャ             | 2006-07  | 29     | 1      | 5      | 1      | -            | -            | 8    | 0    | 1      | 0      | 42   | 2    |
| セビージャ             | 2007-08  | 36     | 4      | 6      | 0      | -            | -            | 11   | 0    | 3      | 0      | 53   | 4    |
| セビージャ             | 2008-09  | 35     | 4      | 8      | 1      | -            | -            | 6    | 0    | -      | -      | 49   | 5    |
| セビージャ             | 2009-10  | 34     | 4      | 9      | 4      | -            | -            | 8    | 2    | -      | -      | 51   | 10   |
| セビージャ             | 2010-11  | 15     | 1      | 7      | 0      | -            | -            | 6    | 1    | 2      | 0      | 28   | 2    |
| セビージャ             | 2011-12  | 37     | 5      | 4      | 0      | -            | -            | 2    | 0    | -      | -      | 43   | 5    |
| セビージャ             | 2012-13  | 37     | 0      | 7      | 1      | -            | -            | 0    | 0    | -      | -      | 44   | 1    |
| セビージャ             | 通算     | 285    | 23     | 46     | 8      | -            | -            | 56   | 3    | 6      | 0      | 393  | 34   |
| マンチェスター・シティ | 2013-14  | 30     | 4      | 5      | 0      | 5            | 2            | 8    | 0    | -      | -      | 48   | 6    |
| マンチェスター・シティ | 2014-15  | 35     | 0      | 2      | 1      | 2            | 0            | 7    | 0    | 1      | 0      | 47   | 1    |
| マンチェスター・シティ | 2015-16  | 34     | 0      | 2      | 0      | 6            | 1            | 10   | 0    | -      | -      | 52   | 1    |
| マンチェスター・シティ | 2016-17  | 24     | 0      | 4      | 0      | 2            | 0            | 6    | 0    | -      | -      | 36   | 0    |
| マンチェスター・シティ | 通算     | 123    | 4      | 13     | 0      | 15           | 4            | 31   | 0    | 1      | 0      | 183  | 8    |
| セビージャ             | 2017-18  | 26     | 1      | 8      | 2      | －           | －           | 10   | 0    | -      | -      | 44   | 3    |
| セビージャ             | 2018-19  | 32     | 1      | 1      | 0      | －           | －           | 10   | 1    | 1      | 0      | 44   | 2    |
| セビージャ             | 2019-20  | 38     | 0      | 3      | 0      | －           | －           | 6    | 0    | -      | -      | 47   | 0    |
| セビージャ             | 2020-21  | 34     | 0      | 2      | 0      | －           | －           | 6    | 0    | -      | -      | 43   | 0    |
| セビージャ             | 2021-22  | 25     | 0      | 0      | 0      | －           | －           | 8    | 0    | -      | -      | 33   | 0    |
| セビージャ             | 2022-23  | 32     | 0      | 5      | 0      | －           | －           | 12   | 0    | -      | -      | 49   | 0    |
| セビージャ             | 2023-24  | 29     | 0      | 2      | 0      | －           | －           | 4    | 0    | 1      | 0      | 36   | 0    |
| セビージャ             | 2024-25  | 15     | 1      | 1      | 0      | －           | －           | -    | -    | -      | -      | 16   | 0    |
| セビージャ             | 通算     | 231    | 3      | 22     | 2      | －           | －           | 56   | 1    | 3      | 0      | 312  | 6    |
| 総通算                 | 総通算   | 672    | 33     | 81     | 10     | 15           | 4            | 143  | 4    | 16     | 0      | 927  | 51   |

## 代表歴

### 出場大会
スペイン代表
- 2010 FIFAワールドカップ（優勝）
- UEFA EURO 2012（優勝）
- FIFAコンフェデレーションズカップ2013 (準優勝)
- UEFAネーションズリーグ2022-23 (優勝)
- UEFA EURO 2024 (優勝)

### 試合数
- 国際Aマッチ 56試合 5得点（2009年 - 2024年）[28]

| スペイン代表 | 国際Aマッチ | 国際Aマッチ |
| 年           | 出場        | 得点        |
| ------------ | ----------- | ----------- |
| 2009         | 2           | 0           |
| 2010         | 9           | 1           |
| 2011         | 3           | 0           |
| 2012         | 8           | 1           |
| 2013         | 12          | 1           |
| 2014         | 1           | 0           |
| 2015         | 0           | 0           |
| 2016         | 0           | 0           |
| 2017         | 0           | 0           |
| 2018         | 0           | 0           |
| 2019         | 7           | 2           |
| 2020         | 4           | 0           |
| 2021         | 0           | 0           |
| 2022         | 0           | 0           |
| 2023         | 4           | 0           |
| 2024         | 6           | 0           |
| 通算         | 56          | 5           |

## タイトル

### クラブ
セビージャFC
- UEFAカップ/UEFAヨーロッパリーグ : 4回 2005-06, 2006-07, 2019-20, 2022-23
- コパ・デル・レイ : 2回 (2006-07, 2009-10)
- UEFAスーパーカップ : 2006
- スーペルコパ・デ・エスパーニャ 2007

マンチェスター・シティFC
- プレミアリーグ : 2013-14
- フットボールリーグカップ : 2回 (2013-14, 2015-16)

### 代表
- FIFAワールドカップ : 2010
- UEFA欧州選手権 : 2回 (2012, 2024)
- UEFAネーションズリーグ : 2022-23

### 個人
- UEFAヨーロッパリーグ最優秀選手賞  : 2022-23